# Gütezeichen (DDR)
Das Gütezeichen der DDR war ein Gütesiegel für die Güteklassen der industriellen und handwerklichen Erzeugnisse in der Deutschen Demokratischen Republik (DDR). Es wurde vom Deutschen Amt für Meßwesen und Warenprüfung vergeben.
Das Gütezeichen Q wurde bereits nachweisbar 1949 auf Glashütter Güte-Uhren verwendet. Die Herkunft des Zeichens ist nicht endgültig geklärt. Vermutlich ist das Zeichen ein von der Uhrenfirma „Lange & Söhne“ (seit April 1948 „VEB Mechanik Lange & Söhne“) eingeführtes Gütezeichen. Es könnte sich aber auch um ein vom Land Sachsen vor Gründung der DDR vergebenes Zeichen handeln, jedoch ist eine Verwendung vor 1950 bisher nur auf Glashütter Uhren belegt.

## Güteklassen und Gütezeichen

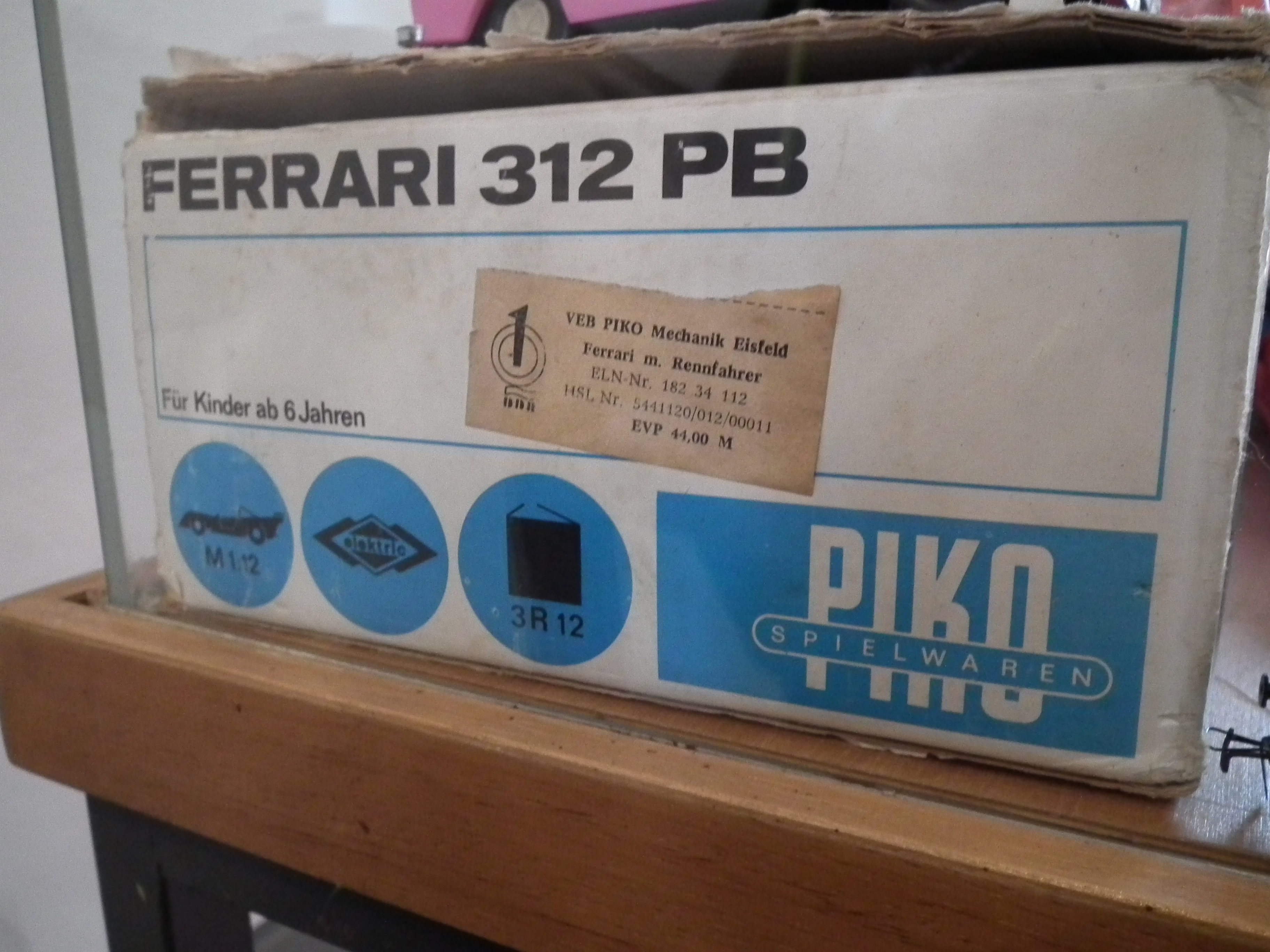
Gütezeichen Q auf der Verpackung für ein Spielzeugauto mit kabelgebundener Fernsteuerung von Piko

Die industriellen und/oder handwerklichen Erzeugnisse der Deutschen Demokratischen Republik, die der TGL-Qualitätsvorschrift TGL 3933 entsprochen haben, wurden mit einem bestimmten Gütezeichen versehen. Dabei ist zwischen den folgenden Güteklassen unterschieden worden:
- Ausgezeichnete Qualität Gütezeichen Q (Spitzenerzeugnisse, über dem Durchschnitt des Weltmarktes, seit Anfang der 1960er Jahre)
- Sonderklasse für sehr gute Qualität (Vorläufer des Gütezeichens Q bis Anfang der 1960er Jahre)
- Güteklasse 1 für gute Qualität (Erzeugnisse, die dem Durchschnitt des Weltmarktes entsprachen)
- Güteklasse 2 für genügende Qualität (Erzeugnisse, die dem vorgesehenen Verwendungszweck, aber nicht dem Durchschnitt des Weltmarktes entsprachen)
- (für Erzeugnisse, die nicht in Güteklassen eingestuft sind, jedoch sowohl in den Güteklassen 1 oder 2 liegen können)

Von den Erzeugnissen, die mit dem Gütezeichen für ausgezeichnete Qualität versehen worden sind, waren häufig größere Chargen für den Export in das nichtsozialistische Wirtschaftsgebiet und hier vor allem in die Bundesrepublik Deutschland vorgesehen. Am unteren Rand des Gütezeichens gemachte numerische Angaben benennen die Herkunft des Produkts. Es existieren mehrere Notationsarten, eine häufige Variante ist in der Art „01/1452“. Die ersten beiden Ziffern geben hier den territorialen Grundschlüssel des Bezirks an (01 = Rostock), die folgenden 4 Ziffern bilden die Betriebsnummer (1452 = VEB MTW).
Die Aufstellung der TGL-Qualitätsvorschriften und die Bewertung der Muster nach der Güteklassifikation sind durch die in gleicher Weise wie die Arbeitsausschüsse des DNA zusammengesetzten Gutachterausschüsse des Deutschen Amtes für Meßwesen und  Warenprüfung (DAMW), vormals Deutsches Amt für Maß und Gewicht (DAMG), geschehen. Zum Nachprüfen der von den Herstellern angegebenen technischen Daten standen diesem Amt Spezial-Prüflaboratorien zur Verfügung. Außerdem sind vom DAMG die in den einzelnen Betrieben verwendeten Muster (in der DDR als „Normale“ bezeichnet) für Messgeräte in bestimmten Zeitabständen kontrolliert worden, damit ein unzulässiges Abweichen von den Urmaßen unterbunden werden konnte.

## TGL-Qualitätsvorschriften
Die TGL-Qualitätsvorschriften der DDR sollten wirtschaftliches, dem neuesten Stand der Technik entsprechendes Produzieren gewährleisten und durch Charakterisierung als Mindestgütevorschrift bzw. Güteklassifikation die Qualität der Erzeugnisse sichern.
Deshalb umfasste jede TGL-Qualitätsvorschrift Angaben über:
1. den Begriff
2. den Geltungsbereich
3. die (Kurz-)Bezeichnung
4. die technische Forderungen
5. die Prüfmethoden
6. die Güteklassen (Sonderklasse, Güteklasse 1, Güteklasse 2)
7. die Kennzeichnung
8. die Verpackung und Transport
9. die Lagerung